# His Daughter's Dilemma
His Daughter's Dilemma er en britisk stumfilm fra 1916 af Ralph Dewsbury.

## Medvirkende
- Ben Webster som Bernard Venn.
- Manora Thew som Kingsley.
- Philip Hewland som Dr. Mackenzie.
- Gwynne Herbert som Lady Kingsley.
- Hubert Willis som Sharp.